# Tom Misch
Thomas Abraham Misch, plus connu sous le nom de scène Tom Misch, né le 25 juin 1995, est un musicien, compositeur et producteur anglais.
Il sort ses premières compositions sur SoundCloud en 2012 et sort son premier album, Geography, en 2018. En 2020 parait son deuxième album What Kinda Music, en collaboration avec le batteur de jazz anglais Yussef Dayes, distribué par Blue Note Records.
Son style est inspiré de la neo soul, du jazz et du hip-hop, ainsi que de la musique électronique, particulièrement dans son dernier projet Superfly où il mêle House et French Touch.

## Biographie

### Jeunesse
Fils d'un artiste et d'un psychiatre, Tom Misch commence à apprendre le violon l'âge de 4 ans, avec à la méthode Suzuki. Il étudie la musique à la Langley Park School for Boys. Adolescent, il découvre la guitare grâce aux groupes Nirvana et Red Hot Chili Peppers. Il découvre également le hip-hop grâce au petit ami de sa sœur, et s'inspire du travail de J Dilla.
En 2011, il s'inscrit sur SoundCloud et il commence à publier ses premiers morceaux en 2012. Il attire près de 200 000 adeptes en mélangeant jazz et hip-hop.
En 2014, il s'inscrit au département guitare jazz du Conservatoire de musique et de danse Trinity Laban à Greenwich, mais parti après seulement six mois pour se consacrer à sa propre musique.

### Début de carrière
En 2014, Tom Misch collabore avec la chanteuse Carmody avec qui il sort son EP Out to sea.

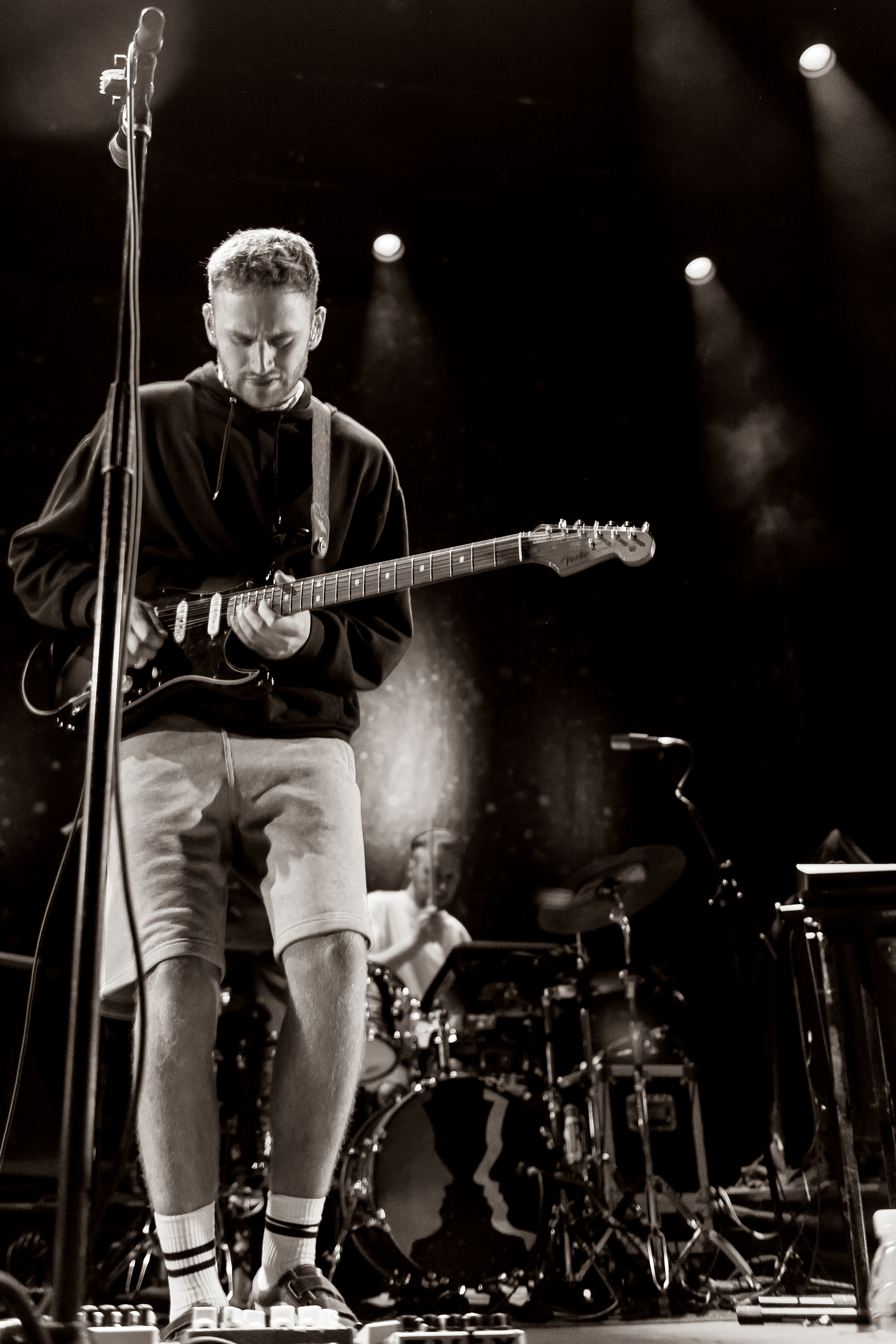
Tom Misch en concert le 18 avril 2018 à Los Angeles.

Il publie Beat Tape 1, sa première mixtape en 2014, et Beat Tape 2 en 2015 . Son premier album, Geography, sort le 6 avril 2018. Tom Misch y mêle à la fois funk, soul, disco avec GoldLink et jazz. Il puise son inspiration dans les rythmes de J Dilla. Son album devient disque d'argent, atteint le Top 10 en Angleterre et arrive en tête du classement « Contemporary Jazz » de Billboard.
En 2020, il sort What Kinda Music, son second album. Il collabore avec le percussionniste et batteur de jazz anglais Yussef Dayes et le saxophoniste Kaidi Akinnbi dans Storm Before the Calm.
Tom Misch tourne à guichets fermés dans plusieurs états des États-Unis. Il joue également au festival Coachella.
En 2021, durant la pandémie de covid-19, Tom Misch publie l'album Quarantine Sessions composé de 8 morceaux, principalement issus de jam sessions instrumentales, avec trois morceaux originaux et des reprises comme Smells Like Teen Spirit de Nirvana.

### Sous le nom deSupershy
En 2022, sous le pseudonyme de Supershy, il publie plusieurs morceaux dans un style beaucoup plus électronique, inspiré par la House de Détroit ainsi que par la French Touch, en utilisant des synthétiseurs tel que le Roland TB-303. En septembre 2023, il publie l'album Happy Music.

## Discographie

### Mixtapes
- 2014 : Beat Tape 1 (Beyond The Groove)
- 2015 : Beat Tape 2 (Beyond The Groove)

### EP
- 2014 : Out to sea, avec Carmody (Beyond The Groove)
- 2024 : Six Songs (Beyond The Groove)

### Albums
- 2018 : Geography (Beyond The Groove)
- 2020 : What Kinda Music, avec Yussef Dayes (Blue Note)
- 2021 : Quarantine Sessions (autoproduit)
- 2023 : Happy Music, sous le pseudonyme de Supershy (Beyond The Groove)